# Pick and go
Il pick and go (traduzione letterale italiana raccogli e vai) è una tecnica di attacco nel gioco del rugby messa in pratica quando il portatore di palla effettua una breve corsa, rendendo nuovamente disponibile il pallone al formarsi della successiva ruck una volta andato a terra dopo avere subito il placcaggio.
Questa giocata viene realizzata normalmente da un avanti che raccoglie il pallone dal fondo di una ruck e avanza direttamento verso la linea di meta avversaria; in questo modo l'attaccante, con il sostegno di altri avanti che si trovano vicini all'azione, appena ricevuto il pallone si lancia verso uno dei due lati della ruck. I sostegni a loro volta possono posizionarsi in protezione della nuova ruck formatasi dopo il pick and go, oppure uno di loro può rendersi disponibile per un successivo pick and go.
Il pick and go è considerato una delle tecniche più semplici e sicure di avanzamento; di contro consente un avanzamento molto modesto specie in confronto al gioco "aperto" che coinvolge i tre quarti. Si tratta di una giocata utile a mantenere il possesso palla, "assorbire" i difensori avversari per ottenere spazi liberi in cui eventualmente sviluppare il gioco, oppure per creare la condizione ideale per calciare un drop.